# Diócesis de Tempio-Ampurias
La diócesis de Tempio-Ampurias (en latín: Dioecesis Templensis-Ampuriensis y en italiano: Diocesi di Tempio-Ampurias) es una circunscripción eclesiástica de la Iglesia católica en Italia. Se trata de una diócesis latina, sufragánea de la arquidiócesis de Sassari. Desde el 11 de julio de 2023 su obispo es Roberto Fornaciari, de la Orden de la Camáldula.

## Territorio y organización

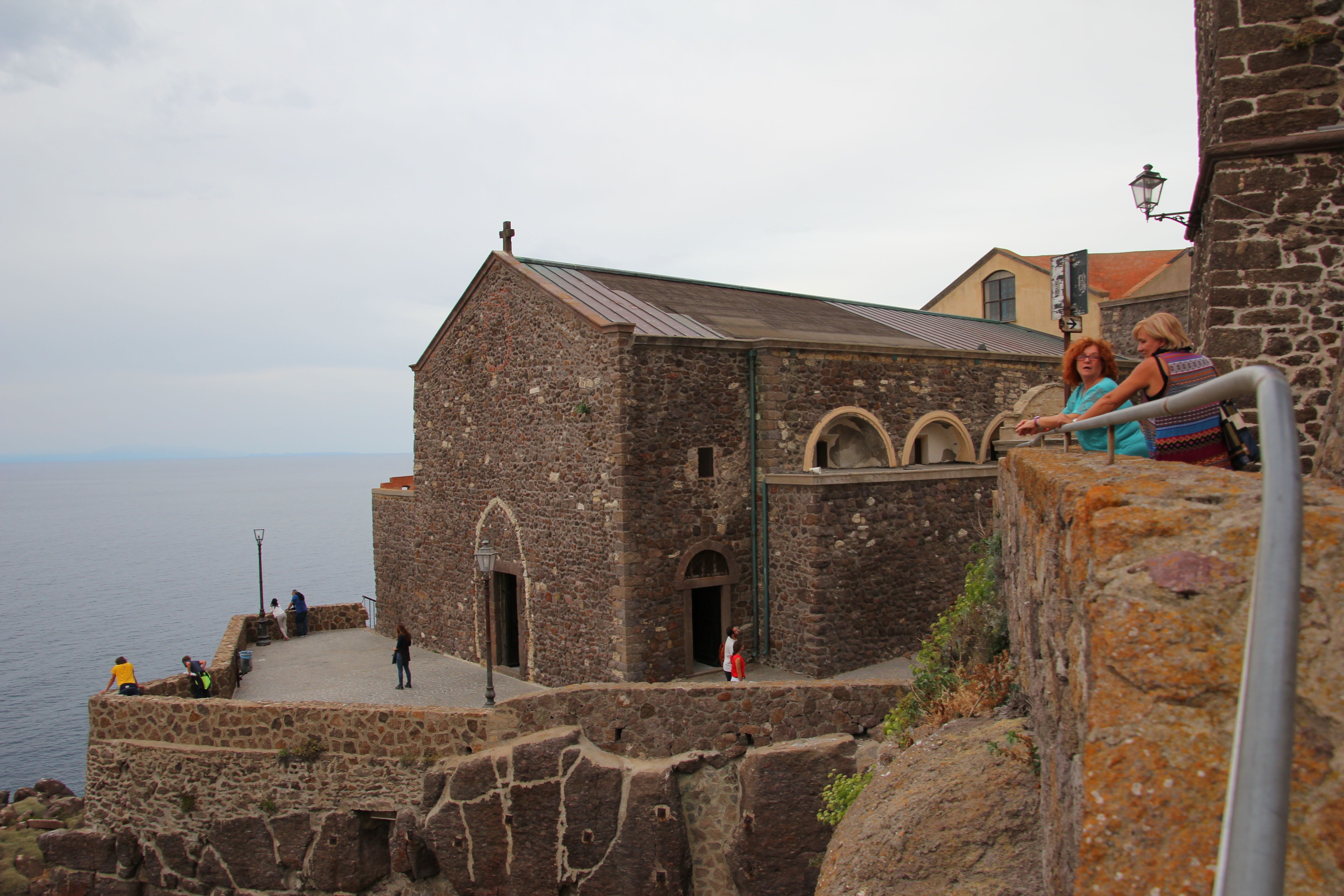
Concatedral de San Antonio Abad, en Castelsardo

La diócesis tiene 2695 km² y extiende su jurisdicción sobre los fieles católicos de rito latino residentes en 31 comunas (regiones históricas de Gallura y de Anglona) de la provincia de Sácer en la región de Cerdeña: Nulvi, Castelsardo, Valledoria, Erula, Tergu, Martis, Bulzi, Sedini, Laerru, Perfugas, Santa Maria Coghinas, Viddalba, Badesi, Trinità d'Agultu e Vignola, Tempio Pausania, Luras, Bortigiadas, Calangianus, Aggius, La Maddalena (conformada por el archipiélago de la Magdalena), Luogosanto, Palau, Golfo Aranci, Aglientu, Arzachena, Olbia, Santa Teresa Gallura, Sant'Antonio di Gallura, Loiri Porto San Paolo, San Teodoro y Telti.

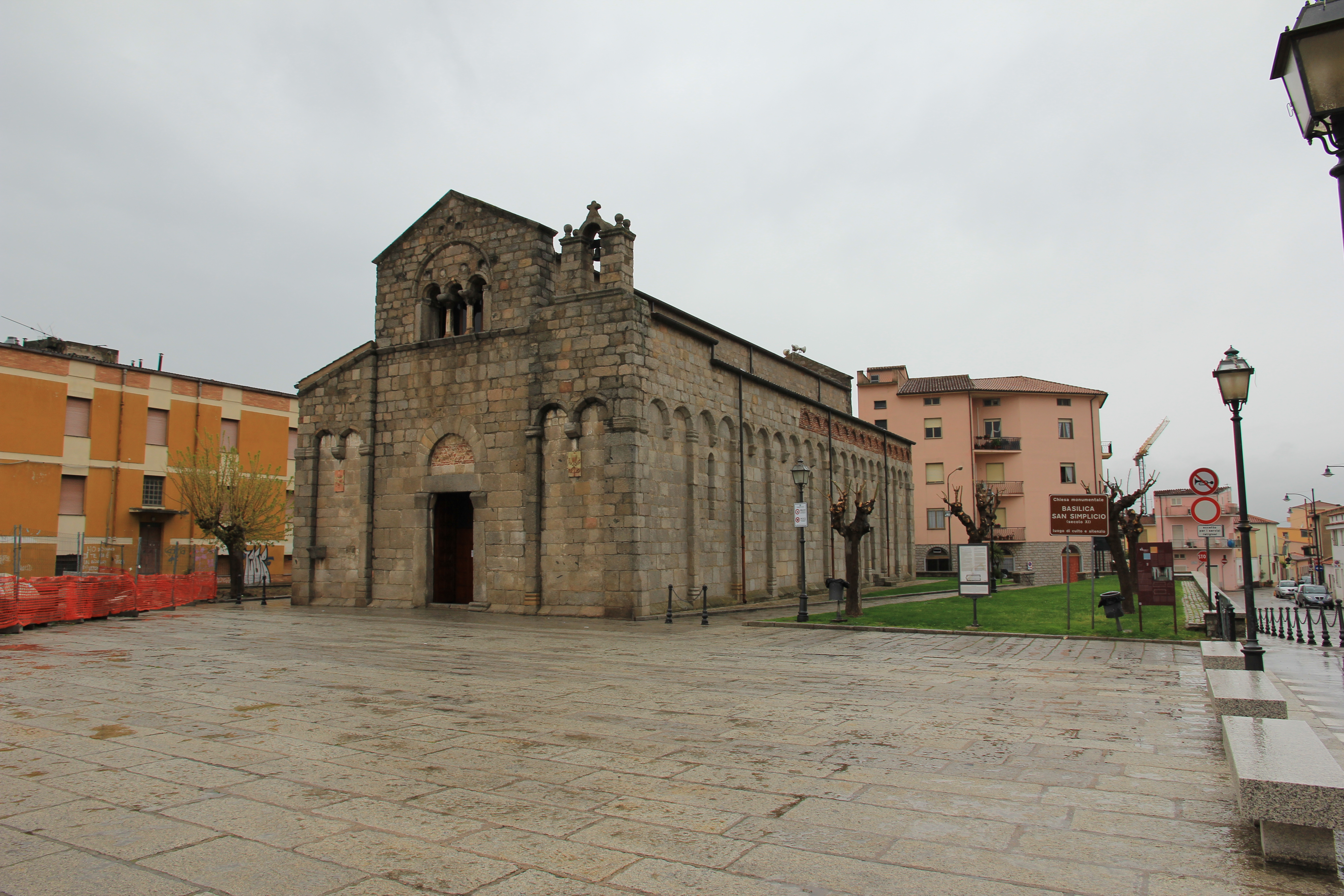
Basílica de San Simplicio, en Olbia

La sede de la diócesis se encuentra en la ciudad de Tempio Pausania, en donde se halla la Catedral de San Pedro. En Castelsardo se encuentra la Concatedral de San Antonio Abad. La antigua catedral de Civita es la basílica románica de San Simplicio en la actual Olbia, que data de principios del siglo XII. Un importante lugar de peregrinación en la diócesis es la basílica de Nuestra Señora, en Luogosanto.

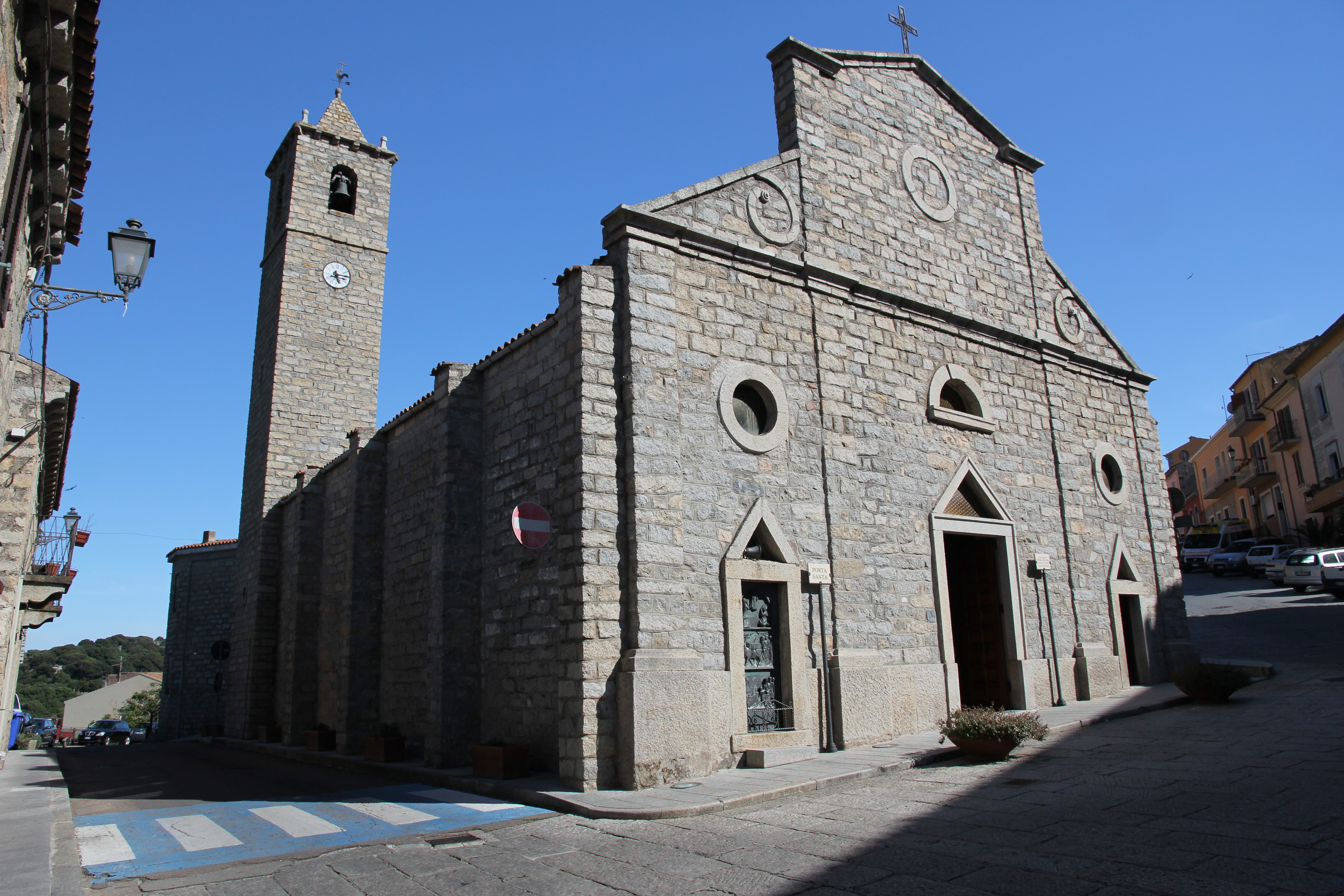
Basílica de Nuestra Señora, en Luogosanto

En 2022 en la diócesis existían 52 parroquias agrupadas en 4 vicariatos:
- Anglona y valle bajo del Coghinas (vicariato "Sant'Antonio Abate");
- Tempio y alta Gallura (vicariato "San Pietro Apostolo");
- Arzachena y archipiélago de la Magdalena (vicariato "Nostra Signora di Luogosanto");
- Olbia (vicariato "San Simplicio").

## Historia
La diócesis actual es fruto de la unión de dos antiguas diócesis medievales, Ampurias y Civita (heredera de la antigua diócesis de Fausania), establecida en 1506. La diócesis de "Ampurias y Civita" asumió el nombre de "Ampurias y Tempio" en 1839 y de "Tempio-Ampurias" en 1986.

### Diócesis de Fausania
En la actual Gallura, en época romana y bizantina está atestiguada la diócesis de Fausania, una ubicación que la mayoría de historiadores sardos identifican con la antigua Olbia. Según Raymond Turtas, la diócesis fue fundada a principios del siglo VI por obispos africanos exiliados por Hunerico, y fue abandonada después de la invasión de los ostrogodos de Totila en 552.
En el año 594 Gregorio Magno escribió al obispo Ianuarius de Cagliari para invitarlo a nombrar un nuevo obispo en el «locus qui intra provinciam Sardiniam Fausiana dicitur», que había estado vacante durante algún tiempo. Esta es la primera mención de la diócesis y atestigua también que la sede era sufragánea de la arquidiócesis de Cagliari. En una carta del año 599, el papa recuerda al único obispo históricamente documentado de Fausania, Vittore, por su labor de evangelización de las poblaciones paganas. El propio Vittore participó en un sínodo en Roma en octubre del año siguiente.
La identificación de Fausania con Olbia se remonta al historiador sardo Giovanni Francesco Fara († 1591), quien formuló su hipótesis a partir de la passio del mártir san Simplicio que se remonta al siglo XII, donde el santo es presentado como obispo de Fausania. En el martirologio jerónimo se le venera el 15 de mayo; sin embargo, los manuscritos antiguos, debido a interpolaciones posteriores, lo presentan como presbítero o como obispo. En la tradición local, san Simplicio es considerado el primer obispo de Fausania, «aunque no existen documentos de valor indudable que atestigüen su dignidad episcopal».
La diócesis de Fausania está todavía atestiguada por la Notitia Episcopatuum atribuida al emperador León VI el Sabio y datable entre finales del siglo IX y principios del X. Sin embargo, esta Notitia reflejaba la situación ideal más que la realidad; de hecho, después de que las costas de Cerdeña comenzaran a ser hostigadas por los árabes, no está documentado ningún obispo de Fausania y la diócesis se extinguió, quizás a partir de la primera mitad del siglo VIII.

### Diócesis de Civita
Quizás en la época del papa Alejandro II (1061-1073), la isla estaba dividida en cuatro provincias eclesiásticas correspondientes a los cuatro juzgados.
En Gallura se atestigua por primera vez un episcopatus gallurensis en una carta de 1095. También el obispo Villano, a principios del siglo XII, es mencionado como obispo de Gallura sin indicación específica de la sede episcopal. Esto llevaría a pensar que originalmente Gallura tenía sólo una diócesis y sólo en un momento posterior se erigió también la diócesis de Galtellì, segunda sede episcopal de la región. Originalmente las dos diócesis estaban inmediatamente sujetas a la Santa Sede, pero en 1138, mediante la bula Tunc apostolicae sedis del papa Inocencio II, fueron hechas sufragáneas de la arquidiócesis de Pisa.
El nombre "Civita" aparece por primera vez en un documento de circa 1113, para indicar la civitas por excelencia, es decir, la ciudad de Olbia. El primer obispo conocido con el título de Civita es Bernardo, mencionado en un documento de 1173. Según algunos estudiosos, la anterior diócesis de Gallura tomó el nombre de "diócesis de Civita" después de la erección de la diócesis de Galtellì, cuyo territorio se obtuvo del único episcopatus gallurensis. La catedral de la diócesis fue, desde el siglo XI, la actual basílica de San Simplicio en Olbia.
Hacia finales del siglo XII, la diócesis, junto con la de Galtellì, parece volver a estar inmediatamente sujeta a la Santa Sede. La limitada extensión del territorio y la consiguiente dificultad para crear otra diócesis pueden explicar por qué en Gallura, a diferencia de los demás juzgados sardos, no se creó una provincia eclesiástica, y sus dos diócesis estuvieron sometidas a la obediencia directa del papa.
Hay pocos obispos documentados hasta la tercera década del siglo XIV y se desconocen los nombres de algunos de ellos, mencionados en las cartas de los papas. De las Rationes decimarum de mediados del siglo XIV se desprende que la diócesis comprendía toda la parte centro-septentrional de Gallura y estaba dividida de la diócesis de Galtellì por el Riu Mannu di Posada.
A principios del siglo XVI, debido a la despoblación del territorio, la diócesis de Civita se unió a la diócesis de Ampurias.

### Diócesis de Ampurias
La diócesis de Ampurias fue erigida también en la segunda mitad del siglo XI, quizás en tiempos del papa Alejandro II, con ocasión de la reorganización de los distritos eclesiásticos sardos. La diócesis incluía el curato de Anglona en el juzgado de Torres, y era sufragánea de la arquidiócesis de Torres. La sede episcopal era un antiguo centro, presumiblemente situado en la costa de Codaruìna, cerca de Valledoria, en la desembocadura del río Coghinas. La catedral, dedicada a San Pedro Apóstol, estaba situada en el lugar donde hoy se encuentra la iglesia de San Pietro a Mare, erróneamente llamada San Pietro Celestino, en realidad también dedicada a san Pedro apóstol, de la que aún se conserva el antiguo simulacro del XVI. La diócesis era conocida también con el nombre de diócesis "de Flumen". El primer obispo conocido de Ampurias fue Bono, quien hacia el año 1100 participó en la fundación del monasterio de San Nicola di Silanus cerca de Sedini.
Entre los siglos XI y XII la diócesis vio florecer numerosos monasterios de la Congregación Casinesa. Las fuentes documentan la existencia de al menos trece monasterios dependientes del de Santa Maria di Tergu. Según los cánones de la época, los bienes dependientes de los monasterios estaban exentos de la jurisdicción episcopal. Esto dio lugar a constantes disputas entre los obispos y el clero de la diócesis y los monjes, con frecuentes intervenciones de los papas para reafirmar la exención monástica y el respeto a sus propiedades. No se puede descartar que «el asesinato del abad de Santa Maria di Tergu, ocurrido poco antes de 1203, esté vinculado a posibles disputas sobre dichas propiedades».
Según el Rationes decimarum de mediados del siglo XIV, la diócesis estaba compuesta por 21 parroquias y rectorías. La antigua ciudad de Ampurias fue abandonada paulatinamente debido a la pérdida de importancia de su puerto y a la colmatación de la desembocadura del río Coghinas. Quizás ya durante el siglo XIV la sede de la diócesis fue trasladada a Castelgenovese (hoy Castelsardo ). Este traslado fue formalizado por el papa Julio II en 1503 con la erección del antiguo priorato benedictino de Sant'Antonio en la nueva catedral de la diócesis mediante la bula Aequum reputamus.

### Las sedes unidas
Las diócesis de Ampurias y Civita fueron unidas aeque principaliter el 5 de junio de 1506 mediante la bula Romanus Pontifex del papa Julio II, dejando al azar la elección de la sede: de hecho, el papa estableció que el título diocesano permanecería en el obispo superviviente. El obispo de Civita, Pedro Stornell, murió en 1510. Por lo tanto, la residencia episcopal de la diócesis unida se estableció en Castellaragonese (antiguamente Castelgenovese), donde permaneció hasta el siglo XIX.
Dos cartas escritas por el obispo Luis de Cotes en 1546 informan sobre el estado del clero y las condiciones religiosas de la diócesis: «la mayor parte de los eclesiásticos ni siquiera sabían leer, descuidaban la administración de los sacramentos, muchos de ellos incluso se habían casado con capitulaciones matrimoniales»; Incluso los fieles eran en su mayoría ignorantes en materia religiosa y había poca asistencia a los sacramentos. Además, los lugares de culto, en claro abuso de la regla de inmunidad de los edificios sagrados, se habían convertido a menudo en guaridas de ladrones y bandidos, punto de partida de sus operaciones criminales. Los obispos "tridentinos" intentaron remediar esta situación de degradación religiosa y moral, empezando especialmente por el obispo Giovanni Sanna (1586-1607).
Después de la unión de las dos diócesis, «Anglona, que formaba la diócesis de Ampurias, prevaleció sobre Gallura durante un siglo. Sus obispos se comportaron como si la diócesis de Civita estuviera completamente extinta». Aunque la diócesis tenía el nombre oficial de diócesis de Ampurias y Civita, sus obispos a menudo firmaban sólo como obispos de Ampurias, como aparece en los informes de las visitas ad limina, que, aunque ricos en detalles e información sobre Anglona, parecen ignorar por completo Gallura. Esta situación "de facto" parecía ser confirmada también por los pontífices: de hecho, en 1568 el papa Pío V había transferido a la catedral de Castellaragonese los derechos y competencias de la otra catedral antigua, la de Civita, cuya diócesis fue declarada "suprimida y extinta".
En 1621, mediante la bula Sacri Apostolatus, el papa Gregorio XV, a petición del vicario parroquial, erigió la parroquia de Tempio en colegiata. A partir de ese momento, «la colegiata de Tempio se convirtió en la defensora de la identidad religiosa de Gallura, en consonancia con la necesidad, sentida gracias a la difusión de los decretos de reforma tridentinos, de un servicio religioso más asiduo y digno». La situación de conflicto entre las dos partes de la diócesis se agravó en 1640, cuando los canónigos de Tempio se negaron a presentarse al sínodo que se estaba celebrando en Castellaragonese y al mismo tiempo exigieron un sínodo para la diócesis de Civita. La Rota Romana intervino oficialmente en 1686, reafirmando la unión aeque principaliter de las dos sedes diocesanas y que la "catedral" de Civita no había sido suprimida. Sin embargo, en 1709 rechazó el traslado de la catedral de Civita a Tempio, debido a la oposición del capítulo de Ampurias.
El 26 de agosto de 1839 el papa Gregorio XVI, mediante la bula Quamvis aequam, formalizó el traslado de la sede episcopal de Civita-Olbia a Tempio, que en aquellos años se había convertido en capital provincial. A partir de este momento la diócesis unida asumió el nuevo nombre de diócesis de Ampurias y Tempio. Tempio se convirtió así en heredera de la antigua Civita, además de sede de los obispos de la diócesis unida.
Desde el siglo XVIII hasta principios del siglo XX, la diócesis conoció largos períodos de sede vacante, causados principalmente por conflictos entre las autoridades civiles y eclesiásticas. Después del Concilio Vaticano II, el proyecto de crear la diócesis de Tempio y la absorción de Ampurias en la arquidiócesis de Sassari no se realizó.
El 30 de septiembre de 1986, mediante el decreto Instantibus votis de la Congregación para los Obispos, se constituyó la plena unión entre Ampurias y Tempio, y la diócesis asumió su nombre actual.

## Estadísticas
Según el Anuario Pontificio 2023 la diócesis tenía a fines de 2022 un total de 160 000 fieles bautizados.
| Año                                                                             | Población            | Población | Población      | Sacerdotes | Sacerdotes    | Sacerdotes    | Bautizados por sacerdote | Diáconos permanentes | Religiosos | Religiosos | Parroquias |
| Año                                                                             | Bautizados católicos | Total     | % de católicos | Total      | Clero secular | Clero regular | Bautizados por sacerdote | Diáconos permanentes | Varones    | Mujeres    | Parroquias |
| ------------------------------------------------------------------------------- | -------------------- | --------- | -------------- | ---------- | ------------- | ------------- | ------------------------ | -------------------- | ---------- | ---------- | ---------- |
| 1959                                                                            | 101 889              | 101 955   | 99.9           | 75         | 71            | 4             | 1358                     |                      | 12         | 152        | 35         |
| 1969                                                                            | 108 170              | 108 212   | 100.0          | 87         | 78            | 9             | 1243                     |                      | 14         | 175        | 43         |
| 1980                                                                            | 120 700              | 121 300   | 99.5           | 80         | 68            | 12            | 1508                     |                      | 14         | 135        | 45         |
| 1990                                                                            | 138 975              | 139 250   | 99.8           | 72         | 63            | 9             | 1930                     |                      | 11         | 126        | 46         |
| 1999                                                                            | 137 486              | 137 528   | 100.0          | 72         | 63            | 9             | 1909                     | 1                    | 10         | 112        | 47         |
| 2000                                                                            | 137 472              | 137 528   | 100.0          | 73         | 64            | 9             | 1883                     |                      | 10         | 115        | 47         |
| 2001                                                                            | 137 472              | 137 582   | 99.9           | 73         | 64            | 9             | 1883                     |                      | 10         | 115        | 47         |
| 2002                                                                            | 142 454              | 142 535   | 99.9           | 75         | 65            | 10            | 1899                     |                      | 12         | 115        | 47         |
| 2003                                                                            | 141 586              | 142 720   | 99.2           | 75         | 63            | 12            | 1887                     | 1                    | 14         | 120        | 47         |
| 2004                                                                            | 141 694              | 143 203   | 98.9           | 72         | 58            | 14            | 1967                     | 2                    | 17         | 100        | 47         |
| 2010                                                                            | 144 980              | 154 737   | 93.7           | 78         | 69            | 9             | 1858                     | 3                    | 10         | 97         | 47         |
| 2014                                                                            | 161 600              | 165 100   | 97.9           | 88         | 78            | 10            | 1836                     | 13                   | 12         | 84         | 52         |
| 2017                                                                            | 163 550              | 166 250   | 98.4           | 82         | 74            | 8             | 1994                     | 12                   | 11         | 72         | 52         |
| 2020                                                                            | 164 292              | 164 292   | 100.0          | 78         | 68            | 10            | 2106                     | 11                   | 10         | 61         | 52         |
| 2022                                                                            | 160 000              | 162 733   | 98.3           | 76         | 67            | 9             | 2105                     | 12                   | 9          | 57         | 52         |
| Fuente: Catholic-Hierarchy, que a su vez toma los datos del Anuario Pontificio. |                      |           |                |            |               |               |                          |                      |            |            |            |

### Vida consagrada
Los institutos de vida consagrada y sociedades de vida apostólica presentes en Tempio-Ampurias son los Misioneros de la Consolata, la Congregación de la Misión (vicentinos), la Orden de los Hermanos Menores Conventuales (franciscanos conventuales), los Pequeños Hermanos de Jesús y María (hermanos pobres), la Compañía Hijas de la Madre Purísima (celestinas), Las Hijas de la Caridad de San Vicente de Paúl (vicentinas), las Misioneras Hijas de Jesús Crucificado, las Pequeñas Hermanas de Jesús y María (hermanas pobres), las Hermanas del Getsemaní (manzelinas) y las Hermanas Misioneras del Sagrado Costado y de María Santísima de los Dolores.

## Episcopologio

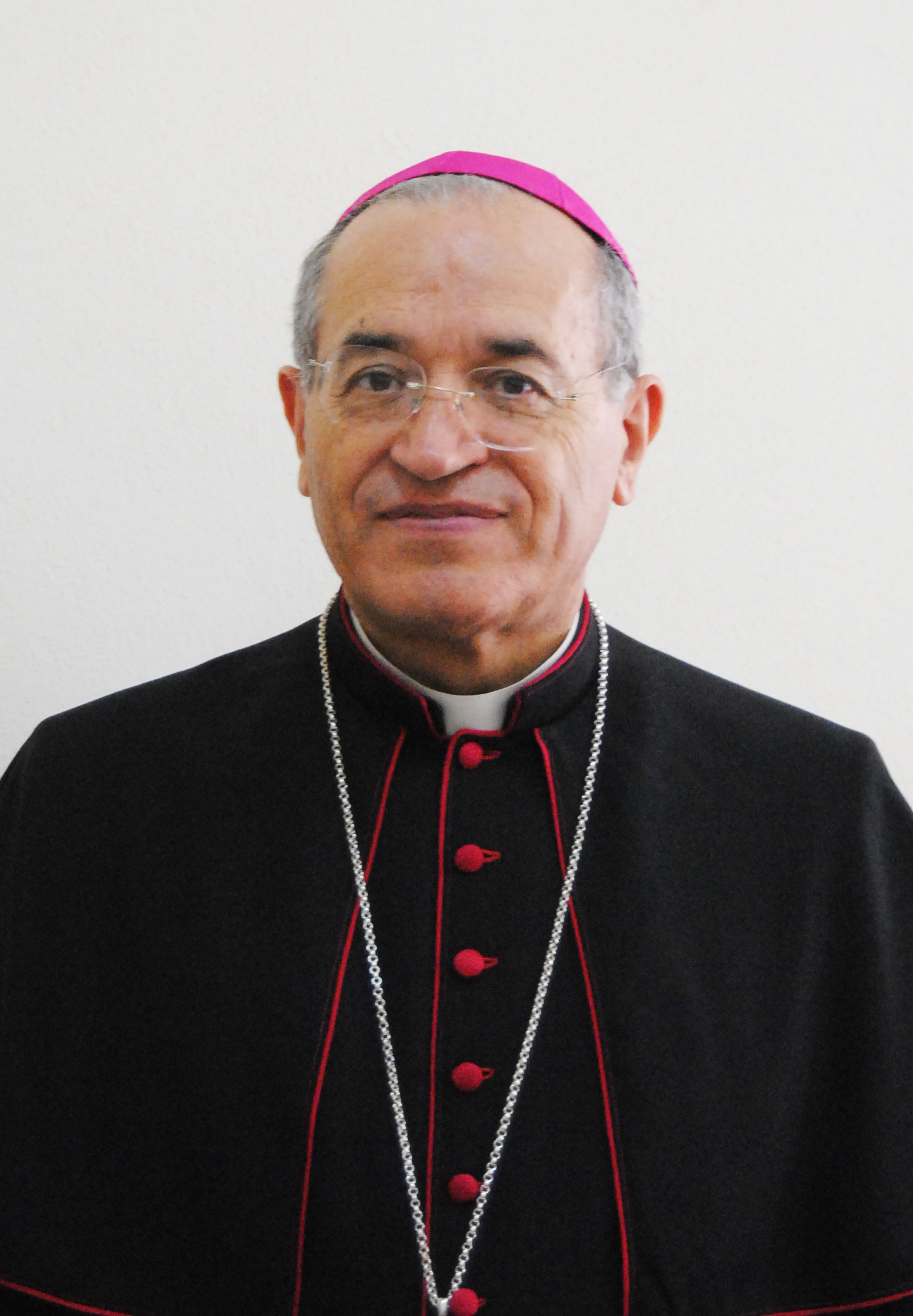
Sebastiano Sanguinetti es el actual obispo de Tempio-Ampurias

### Obispos de Fausania
- San Simplicio? † (siglo III-circa 304 falleció)[7]
- Vittore † (después de 594-después de 600)

### Obispos de Civita
- Episcopus Gallurensis † (mencionado en 1095)[27]
- Villano † (antes de 1114-después de 1116)
- Bernardo † (mencionado en 1173)
- Anónimo † (mencionado en 1204)
- Filippo? † (mencionado en 1229)[nota 7]
- Pietro I † (mencionado en 1246)[nota 8]
- Anónimo † (mencionado en 1255)
- Anónimo † (mencionado en 1263)
- Pietro II † (menzionato antes de 1329)
- Lorenzo da Viterbo, O.P. † (11 de septiembre de 1329-circa 1344 falleció)
- Bernardino Rossi, O.F.M. † (14 de junio de 1344-?)
- Matteo? † (mencionado en 1348)[nota 9]
- Raimondo, O.P. † (19 de septiembre de 1349-10 de junio de 1351 nombrado obispo de Mariana)
- Tommaso Sferrato, O.F.M. † (10 de junio de 1351-6 de noviembre de 1353 nombrado obispo de Cagli)
- Gerardo, O.F.M. † (6 de noviembre de 1353-1362 falleció)
- Alfonso † (8 de marzo de 1363-1383 falleció)
- Obediencia aviñonesa:
  - Siffredo di Tommaso, O.Carm. † (15 de mayo de 1383-1388 falleció)
  - Francesco de Marginibus, O.P. † (18 de agosto de 1390-?)
- Obediencia romana:
  - Simone † (1390-? falleció)
  - Simone Margens † (26 de septiembre de 1402-1407)
  - Angelo † (5 de agosto de 1407-? falleció)
- Agostino di Poggibonsi, O.E.S.A. † (27 de abril de 1442-?)[nota 10]
  - Lorenzo Scopulart, O.P. † (1439-?) (antiobispo)
- Antonio de Fontanis, O.F.M. † (30 de octubre de 1443-1460 renunció)
- Rodrigo de Sesse, O.F.M. † (24 de marzo de 1460-1490 falleció)
- Pedro Stornell, O.P. † (5 de noviembre de 1490-1510 falleció)
  - Sede unida a Ampurias

### Obispos de Ampurias
- Bono † (mencionado en torno a 1100)[28]
- Nicola I † (antes de 1112[nota 11]-después de 1120[nota 12])
- Anónimo † (antes de 1139-después de 1142)
- Gilito † (antes de 1149-después de 1154)
- Comita de Martis † (antes de 1170-después de 1179)
- Anónimo † (mencionado en 1204)[nota 13]
- Pietro I † (mencionado en 1205)
- Anónimo † (mencionado en 1215)
- G. (Gennadio?) † (mencionado en 1230)
- Anónimo † (documentado de 1233 a 1238)[nota 14]
- Anónimo † (documentado de 1247 a 1254)[nota 15]
- Guglielmo † (11 de julio de 1255-?)
- Giovanni † (mencionado en 1269)
- Summachio † (mencionado en 1278)
- Gonario † (antes de 1283-circa 1300 falleció)
- Bartolomeo de Malague, O.F.M. † (9 de mayo de 1301-antes de 1332 falleció)
- Giacomo Sanjust † (21 de septiembre de 1332-?)
- Anónimo † (documentado de 1342 a 1345)
- Arduino † (?-circa 1355 falleció)
- Bertrando, O.P. † (8 de junio de 1355-5 de septiembre de 1365 nombrado obispo de Larino)
- Pietro di San Martino, O.F.M. † (10 de septiembre de 1365-?)
- Obediencia aviñonesa:
  - Pietro † (1379-1387)
  - Egidio da Murello, O.F.M. † (28 de febrero de 1393-?)
- Obediencia romana:
  - Marco † (16 de mayo de 1386-?)
  - Nicola II † (16 de octubre de 1386-?)
  - Pietro di Corsica † (3 de abril de 1395-11 de febrero de 1401 nombrado obispo de Ajaccio)
  - Pietro Benedetto di Giovanni † (26 de marzo de 1401-1413 falleció)
- Tommaso di Bobbio † (21 de noviembre de 1413-1428 falleció) (obediencia pisana)
- Gavino † (12 de abril de 1428-1443 falleció)
- Sisinnio o Sissino † (5 de julio de 1443-23 de octubre de 1448 nombrado obispo de Bisarcio)
- Gonario Gadulese † (23 de septiembre de 1448-1449 falleció)
- Gileto Esu o Gelasio † (1 de octubre de 1449-1455)
- Antonio de Alcalá † (16 de mayo de 1457-circa 1457 renunció)
- Nicola de Campo † (27 de octubre de 1458-1479 falleció)
- Ludovico di Giovanni, O.F.M.Conv. † (20 de agosto de 1480-1486 falleció)
- Diego de Nava, O.E.S.A. † (2 de octubre de 1486-1493 falleció)[29]
- Francesco Manno † (27 de noviembre de 1493-1510 nombrado obispo de Ampurias e Civita)

### Obispos de Ampurias y Civita
- Francesco Manno † (1510-después del 27 de abril de 1511 falleció)[25]
- Luis González, O.F.M. † (8 de junio de 1513-1538 falleció)
- Giorgio Artea † (5 de junio de 1538-1545 falleció)
- Luis de Cotes, O.S.A. † (22 de mayo de 1545-1558 falleció)[30]
- Francisco Tomás † (23 de marzo de 1558-1572 falleció)
- Pedro Narro, O.S.B. † (30 de julio de 1572-22 de octubre de 1574 nombrado arzobispo de Oristán)
- Gaspar Vicente Novella † (18 de septiembre de 1575-6 de octubre de 1578 nombrado arzobispo de Cagliari)
- Miguel Rubio, O.Cist. † (26 de junio de 1579-1586 falleció)
- Giovanni Sanna † (26 de noviembre de 1586-1607 falleció)
- Felipe Marimón † (2 de junio de 1608-17 de enero de 1613 falleció)
- Giacomo Passamar † (12 de agosto de 1613-13 de junio de 1622 nombrado arzobispo de Sassari)
- Giovanni de la Bronda † (19 de septiembre de 1622-1633 falleció)
- Andrea Manca † (9 de mayo de 1633-13 de julio de 1644 nombrado arzobispo de Sassari)
- Gavino Manca Figo † (17 de octubre de 1644-1652 falleció)
- Gaspare Litago † (29 de abril de 1652-26 de julio de 1656 nombrado arzobispo de Sassari)
- Lorenzo Sampero † (28 de agosto de 1656-1669 falleció)
- Pietro Alagon † (5 de agosto de 1669-15 de enero de 1672 nombrado arzobispo de Oristán)
- José Sanchis y Ferrandis, O. de M. † (22 de febrero de 1672-17 de julio de 1673 nombrado obispo de Segorbe)
- Juan Bautista Sorribas, O.Carm. † (25 de septiembre de 1673-24 de noviembre de 1678 falleció)
- Giuseppe Acorrà † (25 de septiembre de 1679-30 de abril de 1685 nombrado arzobispo de Oristán)
- Francesco Sampero † (1 de octubre de 1685-mayo de 1688 falleció)
- Michele Villa † (29 de noviembre de 1688-junio de 1700 falleció)
- Diego Serafino Posulo, O.P. † (11 de diciembre de 1702-enero de 1718 falleció)
  - Sede vacante (1718-1727)
- Angelo Galcerin, O.F.M.Conv. † (17 de mayo de 1727-septiembre de 1735 falleció)
- Giovanni Leonardo Sanna † (26 de septiembre de 1736-30 de septiembre de 1737 nombrado obispo de Bosa)
- Vincenzo Giovanni Vico † (30 de septiembre de 1737-3 de julio de 1741 nombrado arzobispo de Oristán)
- Salvator Angelo Cadello † (3 de julio de 1741-6 de enero de 1764 falleció)
- Pietro Paolo Carta † (26 de noviembre de 1764-enero de 1771 falleció)
- Francesco Ignazio Guiso † (7 de septiembre de 1772-25 de marzo de 1778 falleció)
- Giovanni Antonio Arras Minutili † (1 de marzo de 1779-marzo de 1784 falleció)
- Michele Pes † (14 de febrero de 1785-1804 falleció)
- Giuseppe Stanislao Paradiso † (18 de septiembre de 1807-29 de marzo de 1819 nombrado obispo de Ales y Terralba)
  - Sede vacante (1819-1823)
- Stanislao Mossa † (24 de noviembre de 1823-9 de abril de 1825 falleció)
  - Sede vacante (1825-1833)

### Obispos de Ampurias y Tempio
- Diego Capece † (15 de abril de 1833-7 de septiembre de 1855 falleció)
  - Sede vacante (1855-1871)
- Filippo Campus Chessa † (24 de noviembre de 1871-21 de noviembre de 1887 falleció)
- Paolo Pinna † (23 de mayo de 1888-17 de noviembre de 1892 falleció)
- Antonio Contini † (16 de enero de 1893-1907 renunció)
  - Sede vacante (1907-1915)
- Giovanni Maria Sanna, O.F.M.Conv. † (22 de diciembre de 1914-12 de mayo de 1922 nombrado obispo de Gravina y Irsina)
- Albino Morera † (11 de diciembre de 1922-9 de diciembre de 1950 retirado)
- Carlo Re, I.M.C. † (29 de diciembre de 1951-10 de febrero de 1961 renunció)
- Mario Ghiga † (10 de febrero de 1961-31 de marzo de 1963 falleció)
- Giovanni Melis Fois † (25 de mayo de 1963-7 de noviembre de 1970 nombrado obispo de Nuoro)
- Carlo Urru † (7 de marzo de 1971-21 de abril de 1982 nombrado obispo de Città di Castello)
- Pietro Meloni (9 de junio de 1983-30 de septiembre de 1986 nombrado obispo de Tempio-Ampurias)

### Obispos de Tempio-Ampurias
- Pietro Meloni (30 de septiembre de 1986-16 de abril de 1992 nombrado obispo de Nuoro)[31]
- Paolo Atzei, O.F.M.Conv. (8 de febrero de 1993-14 de septiembre de 2004 nombrado arzobispo de Sassari)
- Sebastiano Sanguinetti (22 de abril de 2006-11 de julio de 2023 retirado)
- Roberto Fornaciari, O.S.B.Cam., desde el 11 de julio de 2023

### Diócesis de Fausania
- (en italiano) Francesco Lanzoni, Le diocesi d'Italia dalle origini al principio del secolo VII (an. 604), vol. II, Faenza, 1927, pp. 677-679
- (en italiano) Raffaela Bucolo, Fausania (Olbia?), en Raffaela Bucolo (editado por), Le sedi episcopali della Sardegna paleocristiana. Riflessioni topografiche, Rivista di archeologia cristiana 86 (2010), pp. 378-383
- (en italiano) Pier Giorgio Ignazio Spanu, La Sardegna bizantina tra VI e VII secolo, Oristán, 1998, pp. 114-119

### Diócesis de Civita
- (en italiano) Enciclopedia della Sardegna, vol. 3, Sassari, 2007, pp. 29-30
- (en italiano) Giacomo Floris, Signoria, incastellamento e riorganizzazione di un territorio nel tardo Medioevo: il caso della Gallura, Universitat de Barcelona, 2013
- (en italiano) Anna Maria Oliva, La diocesi di Civita all'epoca dei re cattolici, en Da Olbìa ad Olbia. 2500 anni di storia di una città mediterranea, Sassari, Chiarella Editrice, 1996, pp. 277-289
- (en italiano) Angelo Aldo Castellaccio, Olbia nel medioevo. Aspetti politico-istituzionali, en Da Olbìa ad Olbia. 2500 anni di storia di una città mediterranea, Sassari, Edes - Editrice Democratica Sarda, 2004, pp. 33-70
- (en latín) Konrad Eubel, Hierarchia Catholica Medii Aevi, vol. 1, pp. 188-189; vol. 2, p. 129